# Plus moche que Frankenstein tu meurs
Pour plus de détails, voir Fiche technique et Distribution.
Plus moche que Frankenstein tu meurs (titre original : Frankenstein all'italiana) est un film italien réalisé par Armando Crispino sorti en 1975.

## Synopsis
Le docteur Frankenstein s'apprête à épouser Janet. Mais son fils qui est une créature artificielle, va perturber son projet, car celui-ci tombe en mauvais état. C'est alors qu'Igor doit se charger de ramener un cerveau artificiel, mais ne ramène pas le bon organisme. La créature n'a alors plus que des envies sexuelles, et séduit les trois jeunes femmes du château.    

## Fiche technique
- Titre original : Frankenstein all'italiana
- Titre français : Plus moche que Frankenstein tu meurs
- Réalisation : Armando Crispino
- Scénario : Massimo Franciosa et Luisa Montagnana
- Musique : Stelvio Cipriani
- Directeur de la photographie : Giuseppe Aquari
- Montage : Angela Cipriani
- Sociétés de production : Euro International Film, R.P.A. Cinematografica
- Pays :  Italie
- Langue originale : italien
- Genre : Comédie
- Durée : 95 minutes
- Date de sortie : 22 novembre 1975

## Distribution
- Gianrico Tedeschi : Dr Frankenstein
- Aldo Maccione : le monstre
- Jenny Tamburi : Janet
- Lorenza Guerrieri : Alice
- Anna Mazzamauro : Maud
- Ninetto Davoli : Igor